# Inis Mór
Inis Mór (prononcé /ˈɪnʲɪʃ mˠoːɾ/, litt. « grande île » ; officiellement appelée Árainn , /ˈaːɾˠən̠ʲ/ en irlandais, et aussi appelée en Árainn Mhór  ; en anglais : Inishmore) est une île d'Irlande faisant partie des îles d'Aran dont elle est la plus grande avec quatorze kilomètres de longueur pour trois kilomètres de largeur.
Géologiquement parlant, ces îles sont le prolongement de l’ensemble karstique des Burren dans le comté de Clare.
Inis Mór est l’île la plus peuplée des îles d'Aran avec 824 habitants en 2006. Le port de Cill Rónáin est le principal village de l’archipel avec 270 habitants.

## Histoire
On y trouve plusieurs forts de l’âge du fer : Dun Aengus (Dún Aonghasa), le fort noir (Dún Dúchathair) et Dún Eoghanachta tous les trois en bon état de conservation. Ces monuments ont bénéficié récemment d’une campagne de mise en valeur afin de les préserver et de faire face à un nombre toujours plus important de visiteurs.
Inis Mór accueille à la fin du ve siècle saint Eanna (ou Enda), qui fonde la communauté monastique de Killeany. Elle devient un important foyer de formation religieuse.
Sur la falaise se trouvent les vestiges de Killeany, plus vieux monastère d'Irlande, construit en l'an 490.

## Économie
Située à l'extrême Ouest de l'Irlande, d'accès farouche, battues par les vents, les îles d'Aran séduisent les amateurs de tourisme vert et de tranquillité — il est possible, hors saison d'été, de marcher toute la journée en ne rencontrant quasiment personne. 
Une atmosphère singulière baigne cette terre que les embruns traversent littéralement et où l'on voit poindre de partout les flots et d'étranges monolithes acérés[réf. nécessaire]. L'écrivain irlandais John Synge, au tournant du XXe siècle, raconte son arrivée à Inis Mór : « Ce fut d'abord un roc lugubre qui s'élevait obliquement pour se perdre dans le brouillard.»
Inis Mór concentre presque exclusivement toute l'activité touristique. 
John Synge décrit l'île comme un « champ de rocs nus », mais les pierres, depuis des millénaires, ont été soigneusement ramassées par les paysans pour construire les fameux murets de pierres sèches qui serpentent dans l'île. Ces murailles quadrillent de petits pâturages créés, au fur et à mesure, par l'apport incessant des algues, des sables et des limons déposés par la mer et recueillis dans les interstices des dalles de calcaires. Entre les murets filent des chemins de pierres et de terre, dont certains évoquent des voies romaines mais dont le pavement est naturel, puisqu'il s'agit du socle même du rocher.
Les impressionnantes falaises d'Inis Mór surplombent la mer de centaines de mètres, et permettent à des milliers d'oiseaux de mer de nicher. Les plus spectaculaires sont celles de Dùn Aegus, où se trouve, depuis trois millénaires, un étrange fort en demi-lune tourné vers le large. En bas de la falaise, où l'océan explose contre le roc en gerbes d'écumes donnant naissance à une brume vaporeuse, des pingouins et des milliers d'oiseaux ont trouvé leur paradis.
Longtemps la pêche a été la ressource la plus permanente de l'île. Elle était pratiquée avec les fameuses barques de l'île d'Aran. 
Aujourd'hui, quelques habitants ont développé une activité de gîtes verts, sous forme « bed and breakfast » avec leurs cottages aux murs blancs, leurs cheminées au feu de tourbe, et leurs traditions gaéliques.
Outre le tourisme vert, s'est développé un artisanat de tricotage à la main de pulls de marins en pure laine.

## Monuments remarquables
- Dun Aengus ou Dún Aonghasa est le fort le plus visité de l'île.
- Dún Dúchathair, le Fort Noir.
- Dún Eochla, fort situé au centre de l'île à côté du village d'Eochaill
- Dún Eoghanachta, fort situé à l'extrémité ouest de l'île.
- Na Seacht dTeampaill, (Seven Churches en anglais), ruines d'un ensemble monastique construit entre le VIIIe siècle et le XIIIe siècle.

## Transports
L’archipel est desservi par une ligne de ferries opérant depuis le port de Ros a' Mhíl dans le Comté de Galway et par une petite compagnie aérienne Aer Arann basée à Indreabhán près de An Spidéal. Une autre ligne de ferries part de Doolin dans le Comté de Clare.
La navigation maritime est guidée par deux phares : celui d'Eeragh sur l'îlot de Brennok Island et celui de Straw Island proche de Killeany. Un troisième phare en pierre, désaffecté depuis 1857, est toujours visible, l'ancien phare d'Inishmore.

## Personnalités
- Liam O'Flaherty (1896-1984), écrivain irlandais y est né.
- Robert Flaherty (1884-1951), réalisateur de cinéma américain tourne en 1934 un documentaire L'Homme d'Aran sur les conditions de vie difficiles sur l'île. Il obtient le premier prix de la section étrangère à la Mostra de Venise. Ce documentaire est considéré comme un des films les plus importants de l'histoire du cinéma.
- Bridget Dirrane (1894-2003), infirmière et mémorialiste irlandaise, y est née.

## Tournage
Le film Les Banshees d'Inisherin de Martin McDonagh avec Colin Farrell, Brendan Gleeson et Barry Keoghan y a été tourné en août 2021.

## Galerie

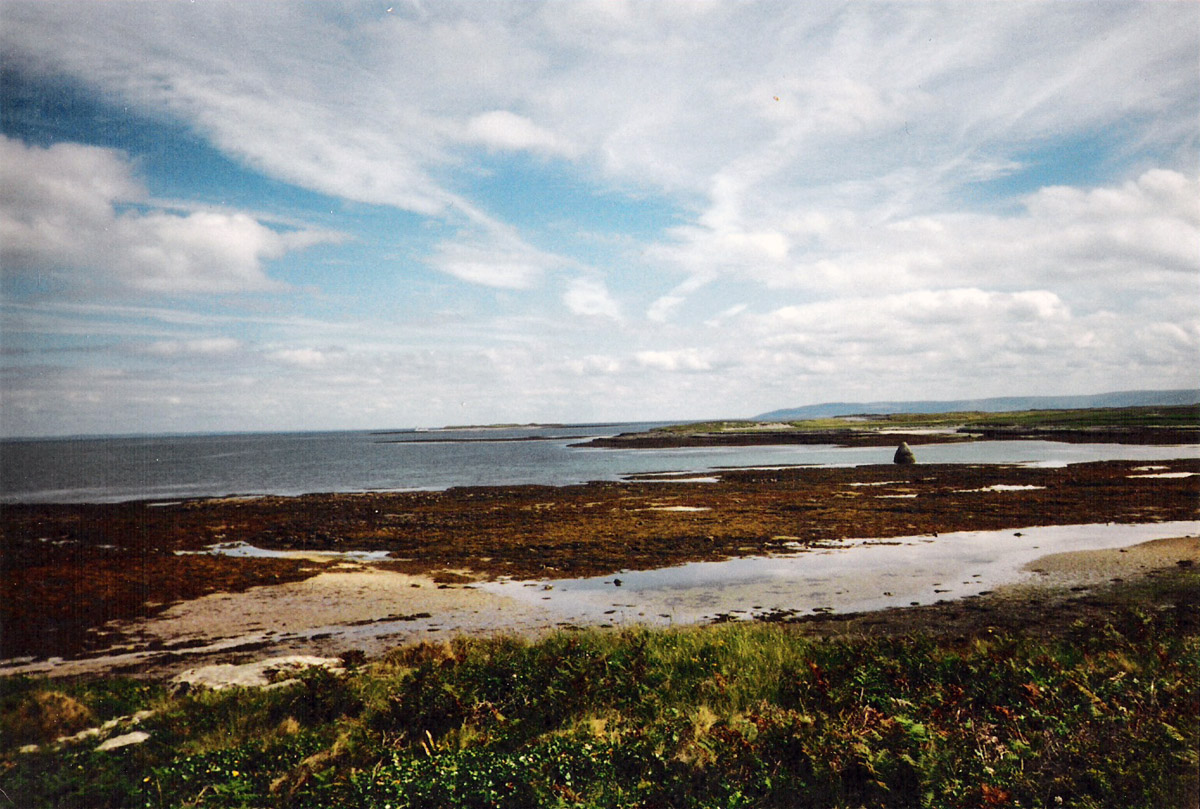
Plage côté est de l'île.
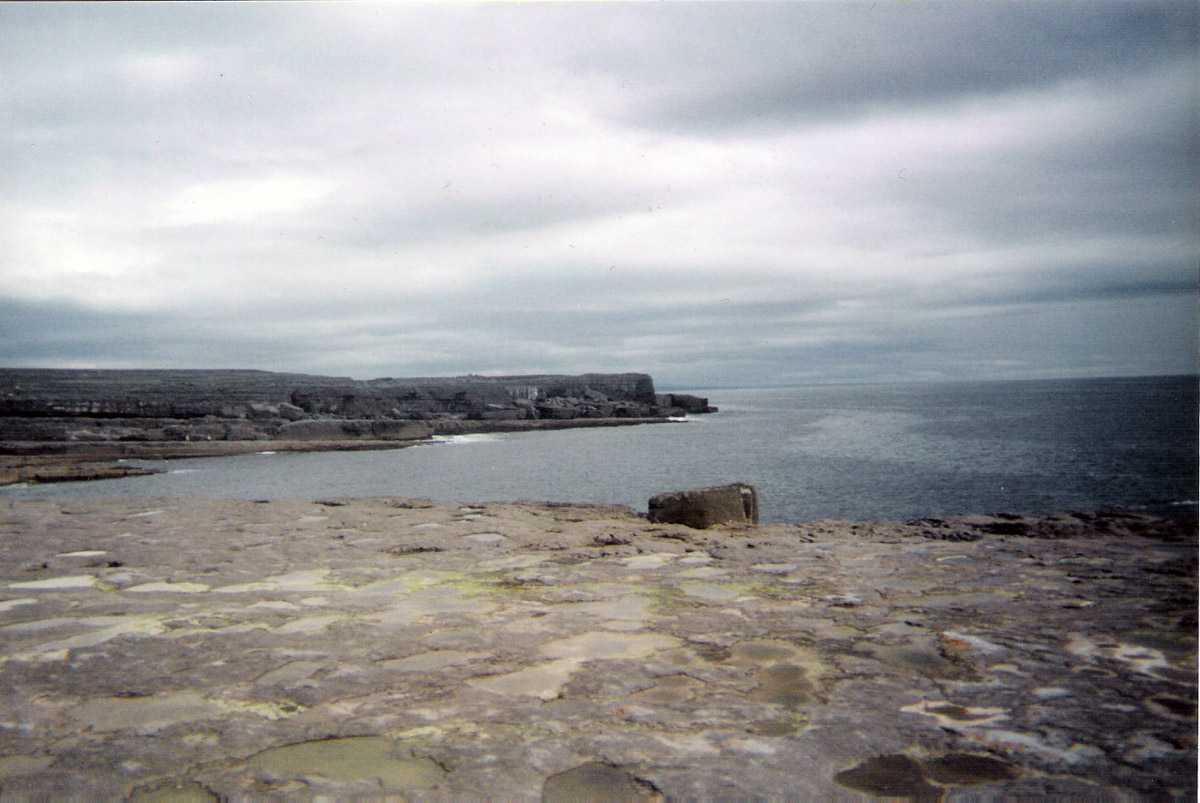
Falaise à Inis Mór.
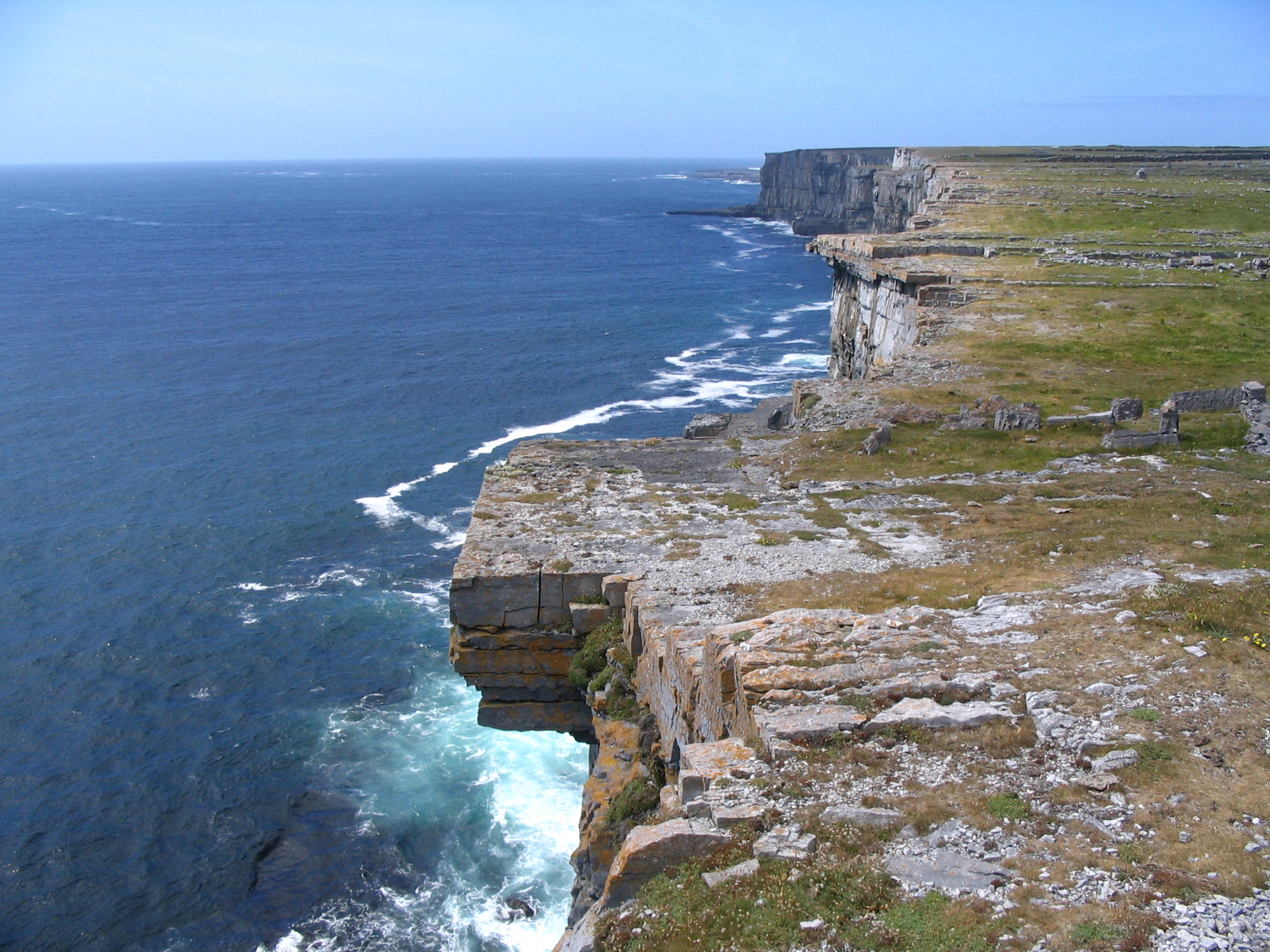
Vue des falaises depuis Dún Aengus.
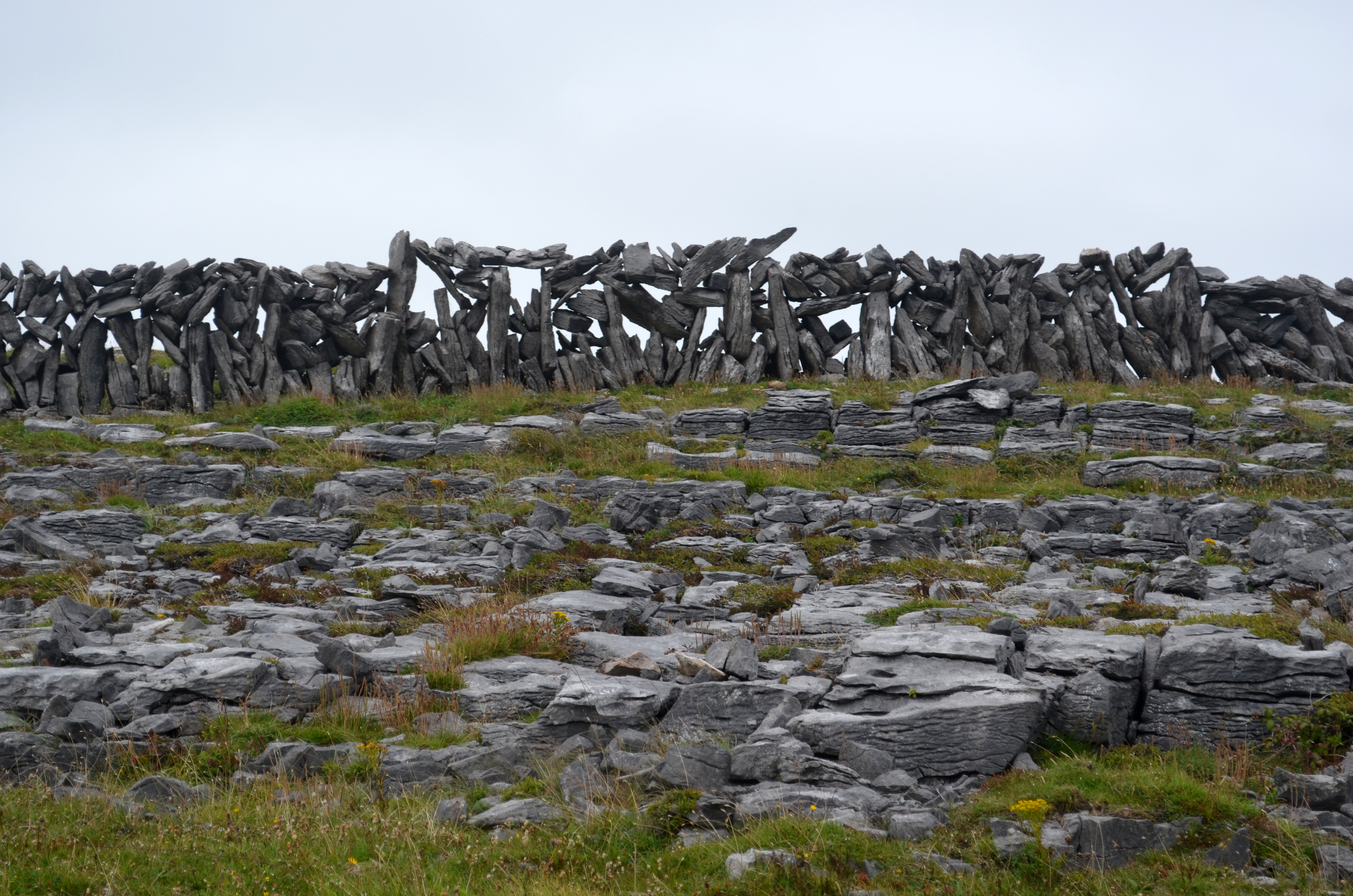
Muret de pierre à Inis Mor.
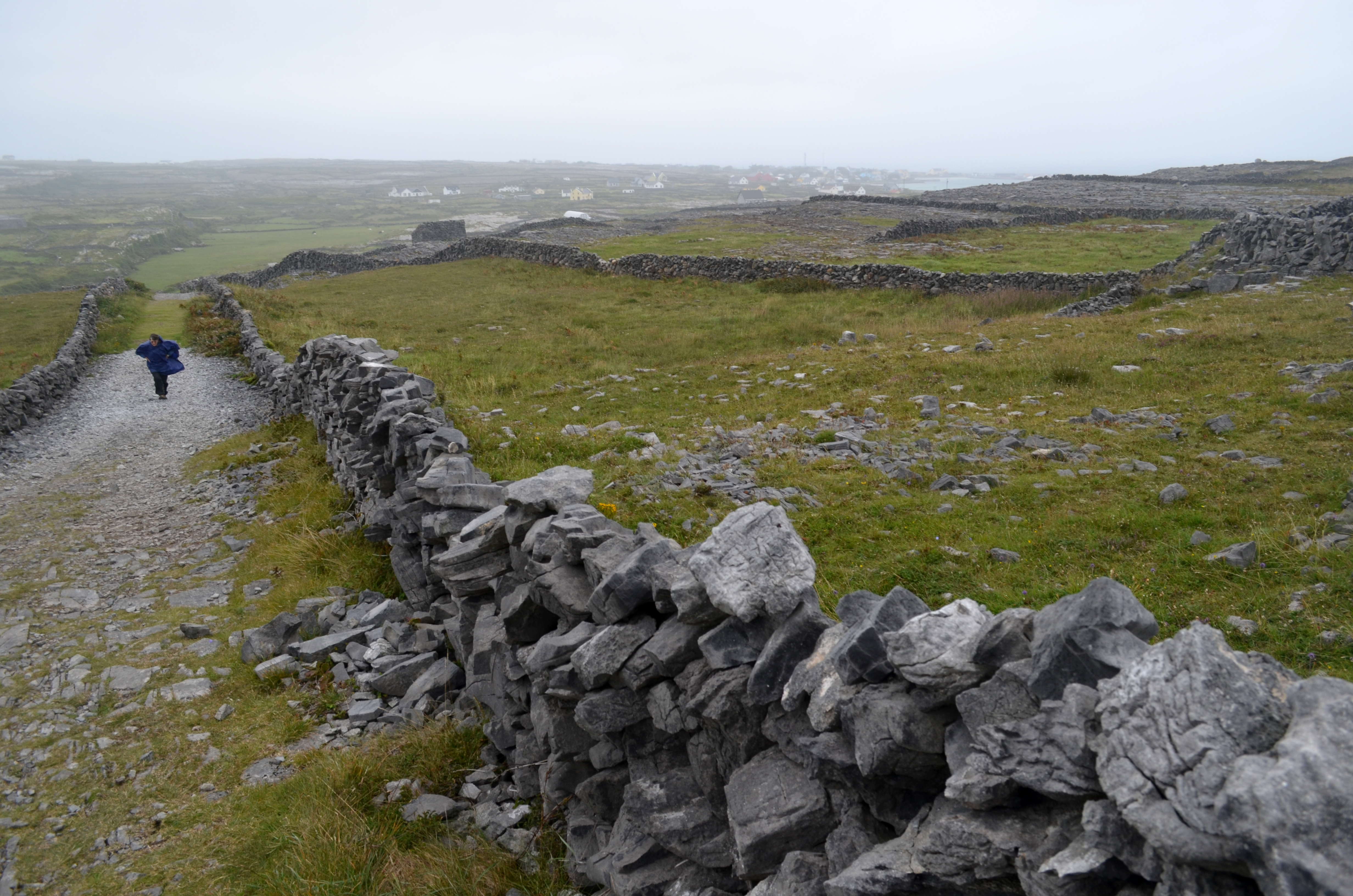
Sentier à Inis Mor.
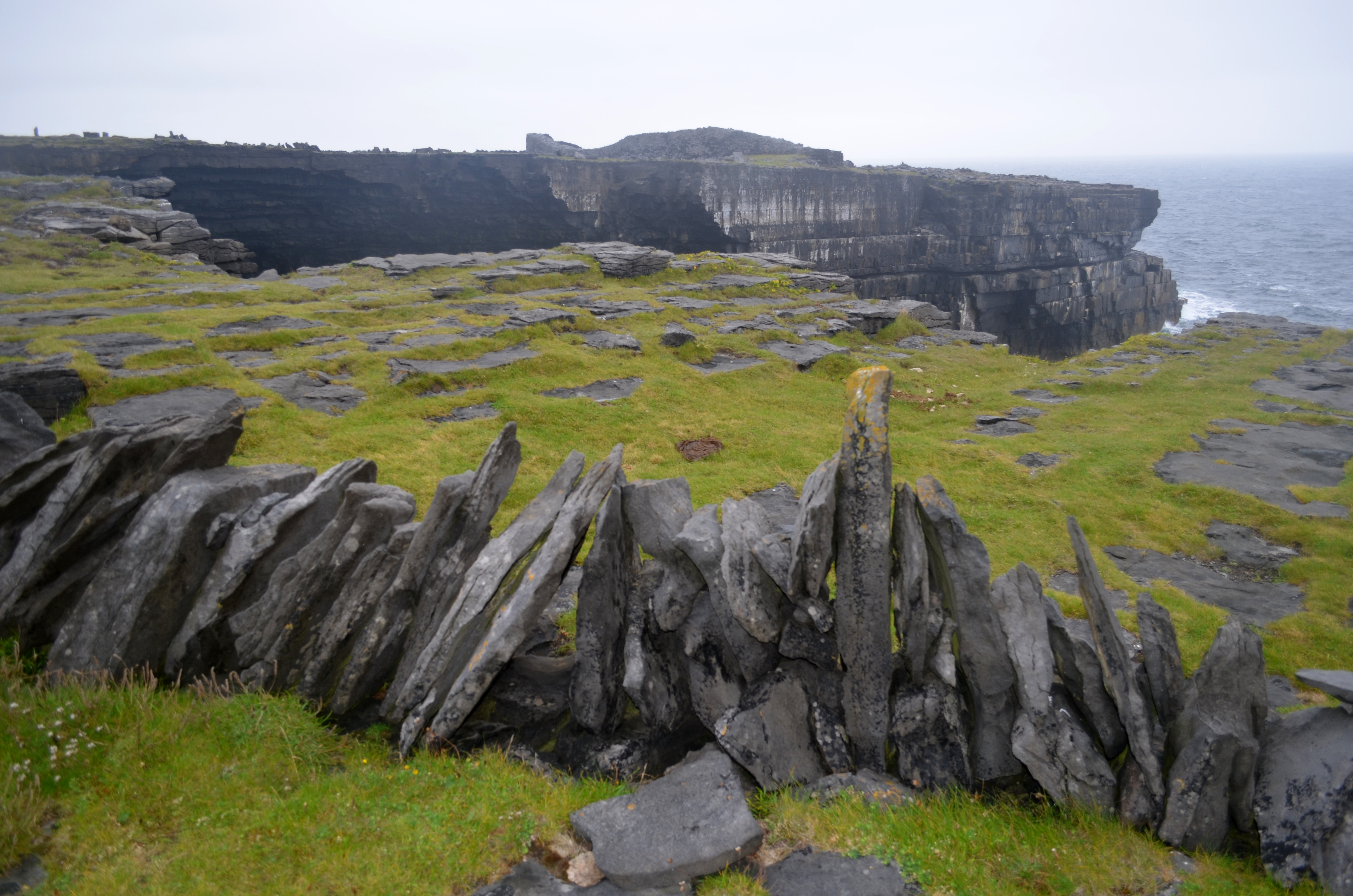
Falaises à Inis Mor.